# Nicola Spedalieri

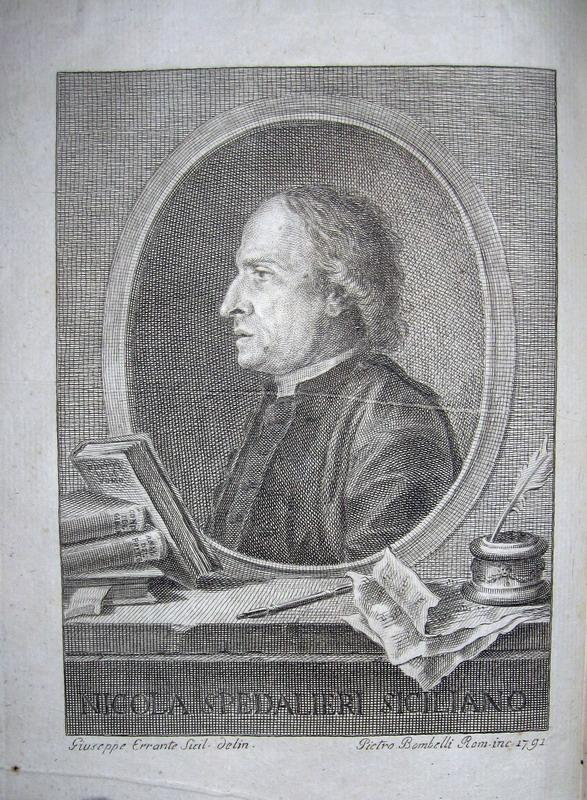
Nicola Spedalieri (Porträtmedaillon in "De' diritti dell'uomo" ("Über die Menschenrechte"), 1791)

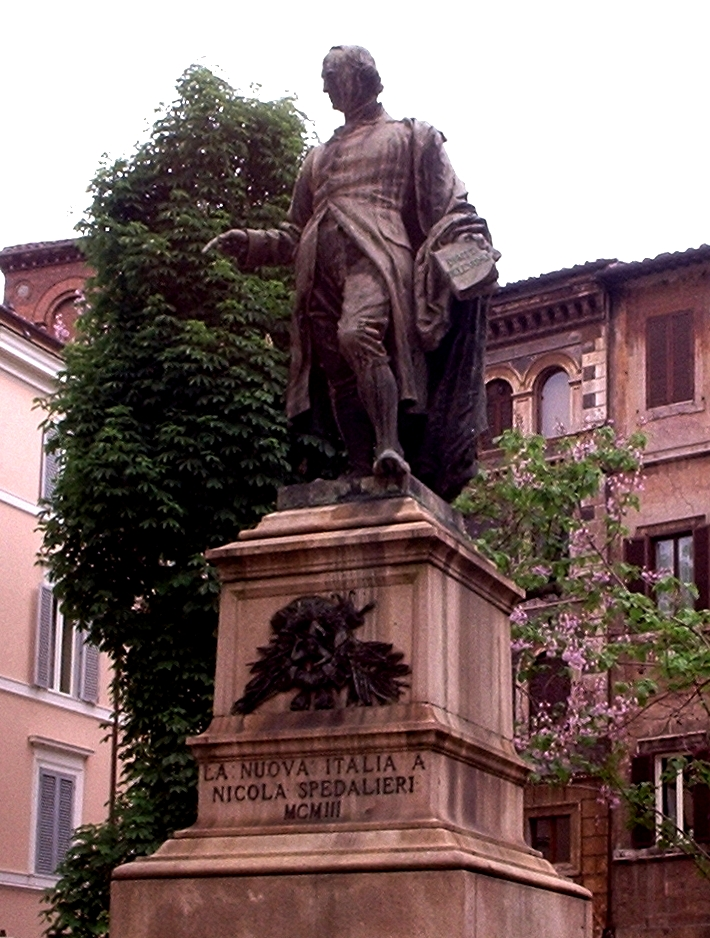
Spedalieri-Denkmal von Mario Rutelli (1903) am Corso Vittorio Emanuele II (Piazza Sforza Cesarini) in Rom; Inschrift auf dem Sockel: La nuova Italia a Nicola Spedalieri – „Das neue Italien dem Nicola Spedalieri“; auf dem Buch: Diritti dell'uomo – „Menschenrechte“

Nicola Spedalieri (eigentlich Spitaleri; * 6. Dezember 1740 in Bronte; † 26. November 1795 in Rom) war ein italienischer Philosoph, römisch-katholischer Priester und Autor. Er gilt als ein Vordenker der Menschenrechte und der Volkssouveränität auf christlicher Grundlage.

## Leben und Wirkung
Spedalieri war Oratorianerschüler in Monreale (Sizilien, Königreich Sizilien) und studierte Theologie am erzbischöflichen Priesterseminar. Nach der Priesterweihe 1764 lehrte er am Seminar Philosophie, Theologie und Mathematik. Einige seiner theologischen Thesen trugen ihm den Verdacht mangelnder Orthodoxie ein; im päpstlichen Rom wurden sie jedoch 1772 anerkannt und gedruckt. Daraufhin ging Spedalieri 1773 nach Rom. 
In Rom verfasste Spedalieri neben theologischen und philosophischen Schriften auch Gedichte und wurde 1774 unter dem Pseudonym Melanzio Alcioneo in die Accademia dell’Arcadia aufgenommen. Von seiner Tätigkeit als Maler zeugt das Selbstporträt von 1774. Papst Pius VI. gab ihm ein Amt am Petersdom, das mit einer auskömmlichen Pfründe verbunden war, und beauftragte ihn, eine Geschichte der Trockenlegung der Pontinischen Ebene zu verfassen. In den folgenden Jahren entstanden seine wichtigsten apologetischen Werke, in denen er in Auseinandersetzung mit der laizistischen Aufklärung deren humane Anliegen aufgriff, sie jedoch auf ein christliches Fundament zu stellen suchte. 
Diese Linie verfolgt auch das Werk, das ihm heftige Kritik, aber auch bleibenden Nachruhm eintrug, De’ diritti dell’uomo – „Über die Menschenrechte“, in dem er auf die Erklärung der Menschen- und Bürgerrechte im revolutionären Frankreich antwortete. Hier werden erstmals schöpfungsmäßig gegebene Menschenrechte und vom Volk ausgehende Staatsgewalt aus christlichen Prinzipien abgeleitet. Reaktionäre Kräfte erreichten die Unterdrückung des anfangs weit verbreiteten Buchs. Im jungen italienischen Nationalstaat galt Spedalieri vielen als Vorkämpfer für dessen Grundlagen. 1903 wurde ihm in Rom ein Denkmal gesetzt, geschaffen von dem renommierten Bildhauer Mario Rutelli. Es steht auf der Piazza Sforza Cesarini am Corso Vittorio Emanuele II.
Als Spedalieri im Alter von 55 Jahren plötzlich starb, verbreitete sich das Gerücht, er sei vergiftet worden.

## Werke (Auswahl)
- 1767: Stanze di Nicolò Spitaleri ... in occasione d'essere stato restituita la tranquilita pubblica alla Sicilia, Palermo (Lobgedicht in 102 Stanzen auf Giuseppe Lanza, der die Räuberbande um Testalonga bekämpfte)
- 1778: Analisi dell' Esame critico di Fréret, Rom
- 1779: Ragionamento sopra l'arte di governare, Rom
- 1779: Ragionamento sull' influenza della religione cristiana sulla società civile
- 1784: Confutazione di Gibbon (philosophische Entgegnung auf die Angriffe Edward Gibbons bezüglich des Vorwurfs, die katholische Kirche sei schuld am Untergang des Römischen Reiches)
- 1791: I diritti dell' uomo (eine römisch-katholische Antwort auf die Erklärung der Menschen- und Bürgerrechte in Frankreich)